# シギラ温泉
シギラ黄金温泉（シギラおうごんおんせん）は、沖縄県宮古島市シギラリゾート内にある温泉。

## 泉質
- ナトリウム-塩化物泉
  - 源泉温度49，6℃

## 歴史
2010年4月1日、宮古島シギラリゾート内に温泉施設「シギラ黄金温泉 奇跡の泉」がオープンした。

## 施設

### 利用情報
- 営業時間：3月中旬～9月30日　11:00-22:00（最終入場21：30まで）、10月1日～3月中旬　12:00-22:00（最終入場21：30まで）
- 年中無休
- 入館料：大人 1,500円（宿泊者：1,350円）子供800円（4歳以上11歳以下、3歳以下無料）バスタオル、フェイスタオル、プール利用料込み
- レンタル水着：500円（大人用のみ）※販売あり
- プライベートルームあり（別料金）

### 施設内容
- 露天風呂・展望風呂
  - 男性・女性
- サウナ、アロマエステ＆リラクゼーションサロン

- ジャングルプール（温泉を使用）
  - 寝湯
  - うたせ湯
  - 洞窟湯

- スイミングプール
  - プールは水着着用

- アンティグラビティスタジオ

- カフェテラス　森の泉
  - フード21:00（LO)
  - ドリンク21:30（LO)

- ショップ

## アクセス
- 車 : 宮古空港より約15分
- 〒906ー0202　沖縄県宮古島市上野新里1405ー223